# Église Sainte-Marie (Reutlingen)
Pour les articles homonymes, voir Église Sainte-Marie.
L'église Sainte-Marie est située à Reutlingen, dans le Bade-Wurtemberg en Allemagne. L'église, construite entre 1247 et 1343, est l'un des édifices sacrés gothiques les plus importants du Wurtemberg.
De 1521 à 1548, c'est le lieu d'activité du « réformateur souabe » Matthäus Alber (de), qui de là diffuse les enseignements de la Réforme de Martin Luther dans le sud-ouest de l'Allemagne. Depuis lors, elle est le centre de la communauté protestante de Reutlingen.
L'édifice a été gravement endommagée par un grand incendie en 1726, qui a détruit environ 80% de la ville ; le mobilier intérieur est perdu, à l'exception des fonts baptismaux de 1499. Entre 1893 et 1901, l'église est restaurée dans un style néo-gothique.
La Marienkirche est l'un des monuments culturels nationaux d'Allemagne depuis 1988.